# Troupe de l'Opéra-Comique en 1752

## Composition de la troupe de l'Opéra-Comiqueen1752
L'année théâtrale commence le 10 avril 1752 (veille des Rameaux) et se termine le 14 avril 1753.
| Acteurs                   | Actrices                  |
| ------------------------- | ------------------------- |
| L'Écluse                  | Villiers                  |
| Parent                    | Roland                    |
| Deschamps                 | Rosaline                  |
| Pinot                     | Delorme                   |
| Le Brun                   | Desglands                 |
| Laruette                  | Morsie                    |
| Danseurs                  | Danseuses                 |
| Dourdet                   | Deschamps                 |
| Mergeri                   | Casemi                    |
| Casemi                    | Raymond                   |
| Aran                      | Petit                     |
| Boisgeoffroi              | Maupin                    |
| Henri                     | Martinier                 |
| Gobert                    | Morel                     |
| Gallodier                 | Rosalie                   |
| Bouzani                   | Marlet                    |
| Le Febvre                 | Beauregard                |
| Giguet                    | Dufay                     |
| Julien                    | Lambert                   |
| Sarci                     | Guerdel                   |
| Sodi cadet, Italien       | Riquet                    |
| Cosimo Parranesi, Italien | Dumiret                   |
|                           | Caron                     |
|                           | Cornu                     |
|                           | Du Malger                 |
|                           | Botina Beviani, Italienne |
| Orchestre                 |                           |
| Mangent                   | Cugnier, basson           |
| Leblanc, violon           | Berault père, basson      |
| Vibert, violon            | Devenne, basse            |
| Demontgaultier, violon    | Bernard, basse            |
| Vezou, violon             | Alexandre, basse          |
| Decabanne, hautbois       | Frément, violon           |
| Rostenne, hautbois        | Guillet, violon           |
| Berault fils, hautbois    | Le Cler, violon           |
|                           | Patou, violon             |

## Source
- Almanach historique et chronologique de tous les spectacles, Paris 1753.